# Katsuo Bai
Katsuo Bai (梅勝夫?, Bai Katsuo; 29 novembre 1940) è un ex cestista giapponese.

## Carriera
Con il Giappone ha partecipato ai Giochi olimpici di Tokyo 1964, segnando 2 punti in 3 partite.